# Dani Abalo
Daniel Abalo Paulos (ur. 29 września 1987 w Vilagarcía de Arousa) – hiszpański piłkarz grający na pozycji pomocnika w Cartagenie.

## Kariera piłkarska
Jako junior występował w Vilagarcía SD i Juventud Cambados, następnie trafił do Celty Vigo. Początkowo (2005–2008) występował w grającej w trzeciej lidze hiszpańskiej drugiej drużynie tego klubu. W sezonie 2006/2007 zadebiutował w pierwszym zespole – 3 grudnia 2006 wystąpił w meczu Primera División z RCD Mallorca (2:2), w którym w 78. minucie zmienił Jorge Larenę (był to jego jedyny występ w hiszpańskiej ekstraklasie). Od sezonu 2008/2009 regularnie grał w pierwszej drużynie Celty, występującej w Segunda División. W sezonie 2010/2011, w którego sezonie zasadniczym rozegrał 33 mecze i strzelił trzy gole, wystąpił również w dwóch spotkaniach fazy play-off o awans do Primera División z Granadą (1:0; 0:1, k. 4:5). Miejsce w składzie Celty stracił w sezonie 2011/2012. W pierwszej połowie 2012 przebywał na wypożyczeniu w Gimnàstiku Tarragona, w którego barwach rozegrał 17 meczów w drugiej lidze. W pierwszej połowie 2013 wypożyczony był do SC Beira-Mar – wystąpił w ośmiu meczach portugalskiej ekstraklasy, strzelając dwa gole: 5 maja 2013 w spotkaniu z CS Marítimo (4:2) i 11 maja 2013 w meczu z Estoril Praia (1:2).
W latach 2013–2015 był graczem Łudogorca Razgrad, z którym zdobył dwa mistrzostwa Bułgarii, puchar kraju i superpuchar. W bułgarskiej ekstraklasie rozegrał 54 mecze, w których strzelił 13 bramek. W sezonie 2013/2014 wystąpił w czterech meczach fazy grupowej Ligi Europy, zdobywając bramkę w rozegranym 12 grudnia 2013 spotkaniu z Dinamem Zagrzeb (2:1). W sezonie 2014/2015 rozegrał sześć meczów w fazie grupowej Ligi Mistrzów (w tym pięć w podstawowym składzie), zdobywając dwa gole: 16 września 2014 w przegranym spotkaniu z Liverpoolem (1:2) i 26 listopada 2014 w zremisowanym meczu rewanżowym z angielską drużyną (2:2).
Od sierpnia 2015 do stycznia 2016 występował w tureckim Sivassporze. W Süper Lig rozegrał w tym czasie 11 meczów i zdobył bramkę w rozegranym 23 sierpnia 2015 spotkaniu z Eskişehirsporem (2:4). Wystąpił ponadto w jednym meczu pucharu kraju. W styczniu 2016 podpisał półroczny kontrakt z drugoligowym hiszpańskim Deportivo Alavés, w barwach którego rozegrał w drugiej części sezonu 2015/2016 siedem meczów.
Na początku września 2016 przeszedł na zasadzie wolnego transferu do Korony Kielce, z którą podpisał dwuletni kontrakt. W Ekstraklasie zadebiutował 10 września 2016 w wygranym meczu z Arką Gdynia (1:0), w którym w 82. minucie zmienił Miguela Palankę. Pierwszego gola w najwyższej polskiej klasie rozgrywkowej zdobył 17 października 2016 w przegranym spotkaniu ze Śląskiem Wrocław (1:2). Sezon 2016/2017 zakończył z 21 meczami i jednym golem na koncie. W czerwcu 2017 został wystawiony przez kielecki klub na listę transferową, jednak nie odszedł z zespołu. W inaugurującym sezon 2017/2018 spotkaniu z Zagłębiem Lubin (0:1), rozegranym 17 lipca 2017, wystąpił w podstawowym składzie – na początku meczu złamał obojczyk, co wykluczyło go z gry na co najmniej dwa miesiące. 31 sierpnia 2017 rozwiązał za porozumieniem stron kontrakt z Koroną.

## Statystyki
| Sezon                    | Klub                       | Kraj       | Rozgrywki          | Mecze | Bramki |
| ------------------------ | -------------------------- | ---------- | ------------------ | ----- | ------ |
| 2005/2006                | Celta Vigo B               | Hiszpania  | Segunda División B | 15    | 3      |
| 2006/2007                | Celta Vigo B               | Hiszpania  | Segunda División B | 34    | 3      |
| 2006/2007                | Celta Vigo                 | Hiszpania  | Primera División   | 1     | 0      |
| 2007/2008                | Celta Vigo                 | Hiszpania  | Segunda División   | 2     | 0      |
| 2007/2008                | Celta Vigo B               | Hiszpania  | Segunda División B | 35    | 4      |
| 2008/2009                | Celta Vigo                 | Hiszpania  | Segunda División   | 35    | 2      |
| 2009/2010                | Celta Vigo                 | Hiszpania  | Segunda División   | 29    | 2      |
| 2010/2011                | Celta Vigo                 | Hiszpania  | Segunda División   | 33    | 3      |
| 2011/2012 (j)            | Celta Vigo                 | Hiszpania  | Segunda División   | 4     | 0      |
| 2011/2012 (w)            | Gimnàstic Tarragona (wyp.) | Hiszpania  | Segunda División   | 17    | 0      |
| 2012/2013 (j)            | Celta Vigo                 | Hiszpania  | Primera División   | 0     | 0      |
| 2012/2013 (w)            | SC Beira-Mar (wyp.)        | Portugalia | Primeira Liga      | 8     | 2      |
| 2013/2014                | Łudogorec Razgrad          | Bułgaria   | A PFG              | 26    | 6      |
| 2014/2015                | Łudogorec Razgrad          | Bułgaria   | A PFG              | 28    | 7      |
| 2015/2016 (j)            | Sivasspor                  | Turcja     | Süper Lig          | 11    | 1      |
| 2015/2016 (w)            | Deportivo Alavés           | Hiszpania  | Segunda División   | 7     | 0      |
| 2016/2017                | Korona Kielce              | Polska     | Ekstraklasa        | 21    | 1      |
| 2017/2018 (j)            | Korona Kielce              | Polska     | Ekstraklasa        | 1     | 0      |
| 2017/2018                | FC Cartagena               | Hiszpania  | Segunda División B | 0     | 0      |
| Stan na 31 sierpnia 2017 |                            |            |                    |       |        |

## Sukcesy
Łudogorec Razgrad
- Mistrzostwo Bułgarii: 2013/2014, 2014/2015
- Puchar Bułgarii: 2013/2014
- Superpuchar Bułgarii: 2014

Deportivo Alavés
- Segunda División: 2015/2016